# Garra fuliginosa
Garra fuliginosa är en fiskart som beskrevs av Fowler, 1934. Garra fuliginosa ingår i släktet Garra och familjen karpfiskar. IUCN kategoriserar arten globalt som livskraftig. Inga underarter finns listade i Catalogue of Life.